# Ludwik Tunkel
Ludwik Tunkel (ur. 3 października 1862 w Friedersdorfie, zm. 28 lutego 1941 w Kórnicy) − duchowny katolicki, działacz społeczny, proboszcz parafii Trójcy Przenajświętszej w Kochłowicach.

## Życiorys
Przyjął święcenia kapłańskie 26 czerwca 1886 roku. Od lipca 1886 roku do 1893 roku był drugim kapelanem przy kościele Świętej Trójcy w Bytomiu. 27 lutego 1893 został proboszczem w Kochłowicach. W 1908 został wybrany dziekanem dekanatu Królewska Huta. W 1902 dzięki jego zaangażowaniu zbudowano kościół parafialny, probostwo oraz cmentarz. W 1903 z jego inicjatywy otwarto szkołę dla młodzieży pracującej w Kochłowicach. W 1905 wybudował dom starców, a 5 lat później sierociniec. Na terenie parafii zastąpił wszystkie drewniane krzyże kamiennymi.
Dzięki niemu Kochłowice przyłączono do linii kolejowej i zbudowano dworzec. W 1922 musiał opuścić parafię w Kochłowicach i przenieść się na niemiecką stronę Śląska. 28 stycznia 1922 objął parafię w Kórnicy. Już nigdy nie powrócił do Kochłowic, pozostał proboszczem kórnickiej parafii do 1940 roku, po czym przeszedł na emeryturę.
Został pochowany przy kościele w Kórnicy. W listopadzie 1941 roku wmurowano tablicę pamiątkową na kamienicy w której mieszkała jego matka wraz z bratem.
Został patronem ulicy w Rudzie Śląskiej-Kochłowicach.